# Хайнрих Нидерландски
Вилхелм Фридрих Хайнрих Нидерландски (на нидерландски: Willem Frederik Hendrik van Oranje-Nassau; на немски: Wilhelm Friedrich Heinrich von Oranien-Nassau; Wilhelm Friedrich Heinrich Prins der Nederlanden, „der Seefahrer“; * 13 юни 1820, дворец Сустдейк, Барн, Нидерландия; † 14 януари 1879, Волфердинген, Люксембург) от род Насау, е принц на Орания-Насау в Нидерландия и щатхалтер на Люксембург (1850 – 1879).

## Биография
Той е третият син на крал Вилхелм II Нидерландски (1792 – 1849) и съпругата му великата руска княгиня Анна Павловна (1795 – 1865), дъщеря на руския император Павел I и Мария Фьодоровна (принцеса София Доротея Вюртембергска). По-големият му брат Вилем III (1817 – 1890) е крал на Нидерландия.
Хайнрих става офицер на марината и след смъртта на баща му през 1849 г. брат му Вилем III го прави на 5 февруари 1850 г. щатхалтер на Велико херцогство Люксембург. Той също е адмирал-лейтенант на нидерландския флот.
През 1867 г. Хайнрих и съпругата му Амалия фон Саксония-Ваймар-Айзенах, по нареждане на нидерландския крал, пътуват с дипломатическа мисия при роднината им цар Александър II в Санкт Петербург.
Хайнрих Нидерландски умира от дребна шарка на 14 януари 1879 г. бездетен на 58 години в резиденцията му Волфердинген в Люксембург.

## Фамилия
Първи брак: на 19 май 1853 г. във Ваймар с принцеса Амалия Мария да Глория Августа фон Саксония-Ваймар-Айзенах (* 20 май 1830; † 1 май 1872), дъщеря на херцог Бернхард фон Саксония-Ваймар-Айзенах (1792 – 1862) и Ида фон Саксония-Майнинген (1794 – 1852). Те нямат деца.
Втори брак: на 24 август 1878 г. в новия палт в Потсдам с принцеса Мария Елизабет Луиза Фридерика Пруска (* 14 септември 1855; † 20 юни 1888), дъщеря на принц Фридрих Карл Пруски (1828 – 1885) и принцеса Мария Анна фон Анхалт-Десау (1837 – 1906). Тя е правнучка на пруския крал Фридрих Вилхелм III. Бракът е бездетен.
Хайнрих има един извънбрачен син:
- Елмер Филип Ладислас цу Ищайн (1877 – 1904).

Вдовицата му Мария Пруска се омъжва втори път на 6 май 1885 г. в Берлин за принц Алберт фон Саксония-Алтенбург (1843 – 1902) и има две дъщери.

## Галерия
- Принцеса Амалия фон Саксония-Ваймар-Айзенах, по-късна принцеса на Орания-Насау
- Принцеса Мария Пруска, по-късна принцеса на Орания-Насау
- Хайнрих Нидерландски и Мария Пруска
- Крал Вилхелм II със семейството си
- Бюст на принц Хайнрих в Амстердам